# Lingua mokša
La lingua mokša, indicata anche come moksha o mocscia, (nome nativo: мокшень кяль, mokšenʿ kjalʿ; in russo: мокшанский язык, mokšanskij jazyk) è una lingua mordvina parlata in Russia, nella regione del Volga.

## Distribuzione geografica
La lingua mokša è parlata principalmente nella parte occidentale della Mordovia. È attestata anche in altri territori della regione del Volga, quali la repubblica del Tatarstan e l'oblast' di Orenburg, e nell'oblast' di Rjazan'.
Le stime sul numero di locutori non sono precise, perché i dati del censimento russo sommano assieme tutti i locutori di lingue mordvine, senza distinguere tra le due varianti erza e mokša.

## Classificazione
Appartiene alle lingue mordvine.

## Sistema di scrittura
Per la scrittura viene utilizzato l'alfabeto cirillico.